# Spathiostenus formosanus
Spathiostenus formosanus är en stekelart som först beskrevs av Watanabe 1934.  Spathiostenus formosanus ingår i släktet Spathiostenus och familjen bracksteklar. Inga underarter finns listade i Catalogue of Life.